# Aeropuerto de Zacapa
El Aeropuerto de Zacapa (OACI: MGZA) es un aeropuerto de uso público con una pista de aterrizaje de 1.010 metros de longitud que sirve a la ciudad de Zacapa en el Departamento de Zacapa en Guatemala . El aeropuerto está en el lado suroeste de la ciudad, junto al Río Grande de Zacapa . 
Hay terreno alto directamente al sur del aeropuerto.